# If the Kids Are United
If the Kids Are United ist ein Song von Sham 69, der erstmals im Juli 1978 veröffentlicht wurde.
Der Song erschien als 7" Vinyl-Single zusammen mit dem Titel Sunday Morning Nightmare auf der B-Seite. Die Single erreichte im Juli 1978 Platz 9 der UK Singles Charts. Ebenfalls als Song Nummer 5 befand sich der Titel auf dem 1980 erschienenen Best-Of-Album The First, the Best and the Last.
Der Song der britischen Band, der auf dem Höhepunkt der Streetpunk-Bewegung entstand, ruft rivalisierende Jugendbanden dazu auf, sich zu vereinigen. Gemäß dem Musikmagazin Rolling Stone verdeutlichte das Lied die „klaren, ideologischen und politische Auffassungen“ der Musikgruppe, die sich laut Jimmy Pursey als „Stimme des Volkes“ verstand.
Die Punkrockhymne wurde etliche Male gecovert, unter anderem 1991 von der Band Die Toten Hosen auf dem Album Learning English Lesson One zusammen mit Jimmy Pursey von Sham 69 selbst. Weitere Covers stammen von The Kids (1982), Mama’s Boys (1984), 7 Seconds (1985), Bérurier Noir (1989), The Dirty Scums (1992), Wat Tyler (1994), Oi Polloi (1996), The Casualties (1998), DJ Paul Elstak mit Teenage Warning (1998), Rancid (1999), In-Line (1999), Red Alert (1999), Angelic Upstarts (2001), Manic Hispanic (2001), BBQ Chickens (2003), The Black Tartan Clan (2008), The Duke Spirit (2010), Les Ramoneurs de menhirs (2010), Tim Timebomb (2013) und Jarvis Cocker (2014).
Der 1995 erschienene Song „Kids are United“ von Atari Teenage Riot basiert auf „If the Kids are United“, fügt diesem allerdings noch eine Menge weiterer Aussagen hinzu. Ebenfalls benannt nach dem Song ist das als Standardwerk geltende Buch „If the kids are united. Von Punk zu Hardcore und zurück.“ von Martin Büsser.